# Edoardo
Edoardo  è un nome proprio di persona italiano maschile.

## Varianti
- Maschili: Eduardo[2][3], Odoardo[2], Adoardo[2]
  - Ipocoristici: Edo
- Femminili: Edoarda, Eduarda

### Varianti in altre lingue
- Anglosassone: Eadweard[1], Eádveard[4], Ēadƿeard
- Armeno: Էդուարդ (Eduard)[1], Էդվարդ (Edvard)[1]
- Basco: Edorta[1]
- Bielorusso: Эдуард (Ėduard)
- Bretone: Edouarzh
- Bulgaro: Едуард (Eduard)
- Catalano: Eduard[1][3]
- Ceco: Eduard[1][3], Edvard[1]
- Croato: Eduard[1]
  - Ipocoristici: Edi[1]
- Danese: Edvard[1]
- Estone: Eduard[1]
- Esperanto: Eduardo
- Finlandese: Eetu[1][3], Edvard[1]
- Francese: Édouard[1][3]
- Georgiano: ედუარდ (Eduard)[1]
- Germanico: Audoard[4], Odoard[4], Auguart[4]
- Greco moderno: Εδουάρδος (Edouardos)
- Hawaiiano: Ekewaka[1]
- Inglese: Edward[1][3][5]
  - Ipocoristici: Ed[1], Eddie[1][3], Eddy[1], Ned[1][3], Ted[1][3], Teddy[1][3]
- Inglese antico: Eadweard[3][5]
- Irlandese: Eadbhárd[1], Éadbhard[3]
- Islandese: Játvarður
- Latino: Eduardus[2], Edvardus
- Lettone: Eduards[1]
- Lituano: Eduardas
- Norvegese: Edvard[1][3]
- Occitano: Edoard
- Olandese: Eduard[1][3]
  - Ipocoristici: Ed[1]
- Polacco: Edward[1]
- Portoghese: Duarte[1][3], Eduardo[1][3]
  - Ipocoristici: Edu[1], Du[1], Duda[1], Dudu[1]
- Rumeno: Eduard[1]
- Russo: Эдуард (Ėduard)[1][3]
  - Alterati: Эдик (Ėdik),[6] Эдичка (Ėdička),[6] Эдька (Ėd'ka)[6]
- Scozzese: Eideard[1], Èideard
- Serbo: Едвард (Edvard)
- Slovacco: Eduard[1]
- Sloveno: Edvard[1]
  - Ipocoristici: Edi[1]
- Spagnolo: Eduardo[1][3]
  - Ipocoristici: Lalo[1]
- Svedese: Edvard[1][3]
- Tedesco: Eduard[1][3]
- Ucraino: Едуард (Eduard)
- Ungherese: Edvárd[1][3], Eduárd[1]

## Origine e diffusione
Deriva dall'antico nome germanico di tradizione anglosassone Eadweard, composto da ead ("proprietà/retaggio", "ricchezza" o "ricco", "benedetto") e werd ("guardiano", "custode"). Può essere interpretato in vari modi, fra i quali "ricco guardiano", "difensore del retaggio", "difensore della propria ricchezza".
Fu portato da tre sovrani anglosassoni, ma dopo la conquista del regno inglese da parte di Guglielmo cadde in disuso per circa due secoli presso l'aristocrazia feudale normanna e plantageneta. Il suo utilizzo presso le classi alte tornò in auge con Enrico III che, per via della sua devozione a Edoardo il Confessore, chiamò così il proprio primogenito. Da allora divenne uno dei nomi più diffusi in Inghilterra e in Europa continentale come nella penisola iberica per via della popolarità di re Edoardo del Portogallo, la cui madre era Filippa di Lancaster, figlia di Giovanni Plantageneto figlio di Edoardo III.
Fra il 1895 e il 1930 la forma inglese Edward è stata costantemente fra i dieci nomi più usati per i nuovi nati negli Stati Uniti.
La variante Odoardo deriva da Audoard, Odoard, un nome germanico continentale e scandinavo imparentato con Eadward
NatiAnno200030004000500060001995200020052010201520202025MaschiMaschi nati in Italia che si chiamano Edoardo

## Onomastico
Sono numerosi i santi e i beati che hanno portato questo nome; generalmente, l'onomastico si festeggia il 5 gennaio in memoria di sant'Edoardo il Confessore, re d'Inghilterra, commemorato dalla Chiesa cattolica il 5 gennaio, data della morte (localmente anche il 13 ottobre, anniversario della traslazione delle reliquie); tra gli altri con questo nome si ricordano, alle date seguenti:
- 18 marzo, sant'Edoardo II, detto "il Martire", re d'Inghilterra e martire a Wareham[8]
- 27 marzo, beato Luigi Edoardo Cestac, sacerdote francese, fondatore delle Ancelle di Maria.
- 3 maggio, beato Edoardo Giuseppe Rosaz, vescovo di Susa[8]
- 10 giugno, beato Edward Poppe, sacerdote fiammingo[8]
- 24 agosto, beati Edoardo Kaźmierski ed Edoardo Klinik, martiri a Dresda[8]
- 1º ottobre, beato Edward Campion, martire a Canterbury[8]
- 24 dicembre, beato Odoardo Focherini, giusto fra le nazioni, martire a Hersbruck[11]

## Persone

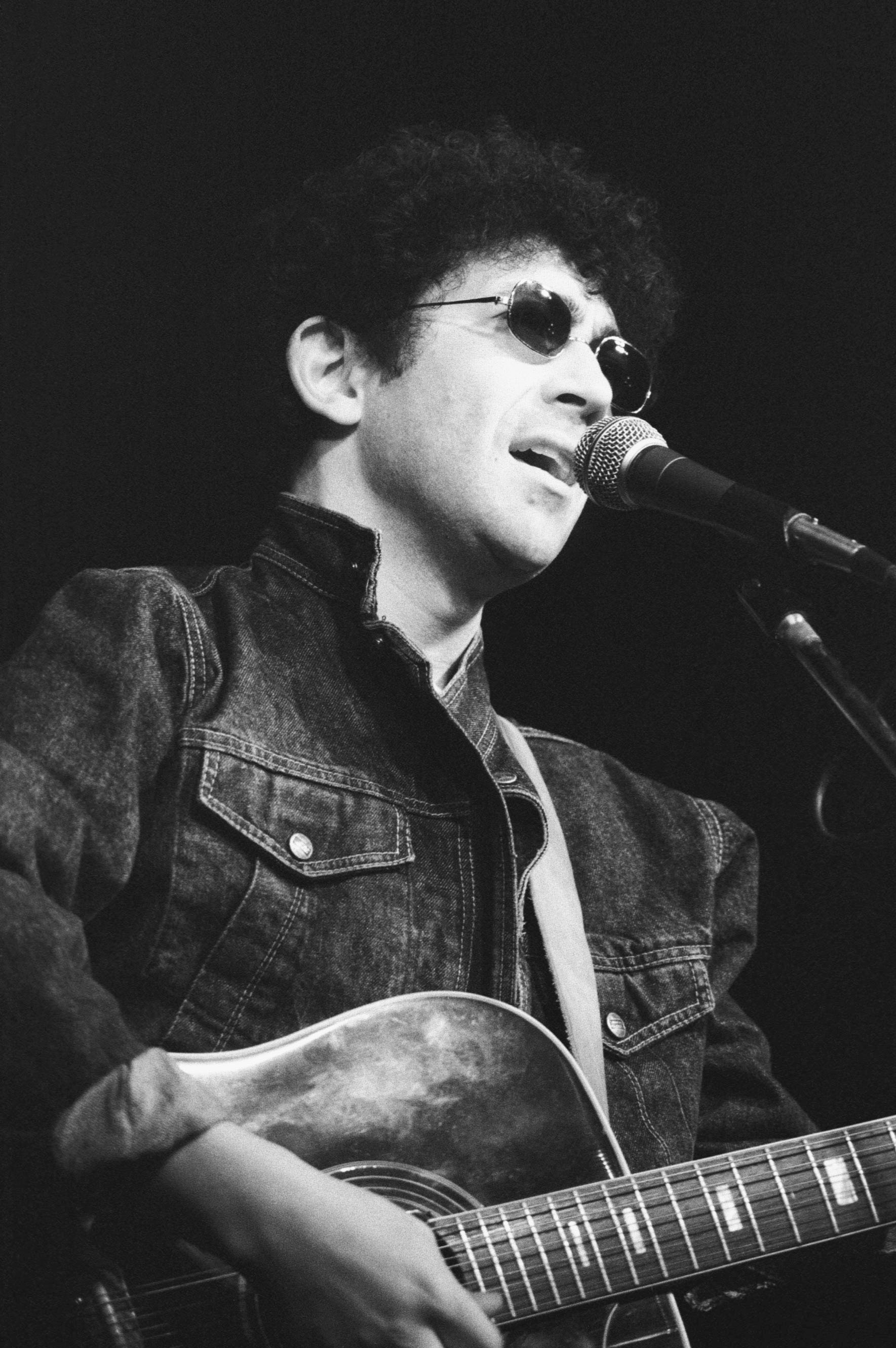
Edoardo Bennato

- Edoardo del Portogallo, re del Portogallo e dell'Algarve
- Edoardo I d'Inghilterra, re d'Inghilterra e signore d'Irlanda
- Edoardo II d'Inghilterra, re d'Inghilterra e signore d'Irlanda
- Edoardo III d'Inghilterra, re d'Inghilterra e signore d'Irlanda
- Edoardo IV d'Inghilterra, re d'Inghilterra e signore d'Irlanda
- Edoardo Amaldi, fisico italiano
- Edoardo Bennato, cantautore, chitarrista e armonicista italiano
- Edoardo Chiossone, incisore italiano
- Edoardo De Albertis, scultore, pittore, illustratore, incisore e decoratore italiano
- Edoardo Leo, attore, sceneggiatore e regista italiano
- Edoardo Reja, calciatore e allenatore di calcio italiano
- Edoardo Sanguineti, poeta e scrittore italiano
- Edoardo Vianello, cantautore italiano

### Variante Eduardo

Eduardo De Filippo

- Eduardo Alves da Silva, calciatore brasiliano naturalizzato croato
- Eduardo Caianiello, fisico italiano
- Eduardo dos Reis Carvalho, calciatore portoghese
- Eduardo De Crescenzo, cantante e musicista italiano
- Eduardo De Filippo, drammaturgo, attore, regista, poeta e senatore italiano
- Eduardo Galeano, giornalista, scrittore e saggista uruguaiano
- Eduardo Palomo, attore e cantante messicano
- Eduardo Vargas, calciatore cileno

### Variante Eduard

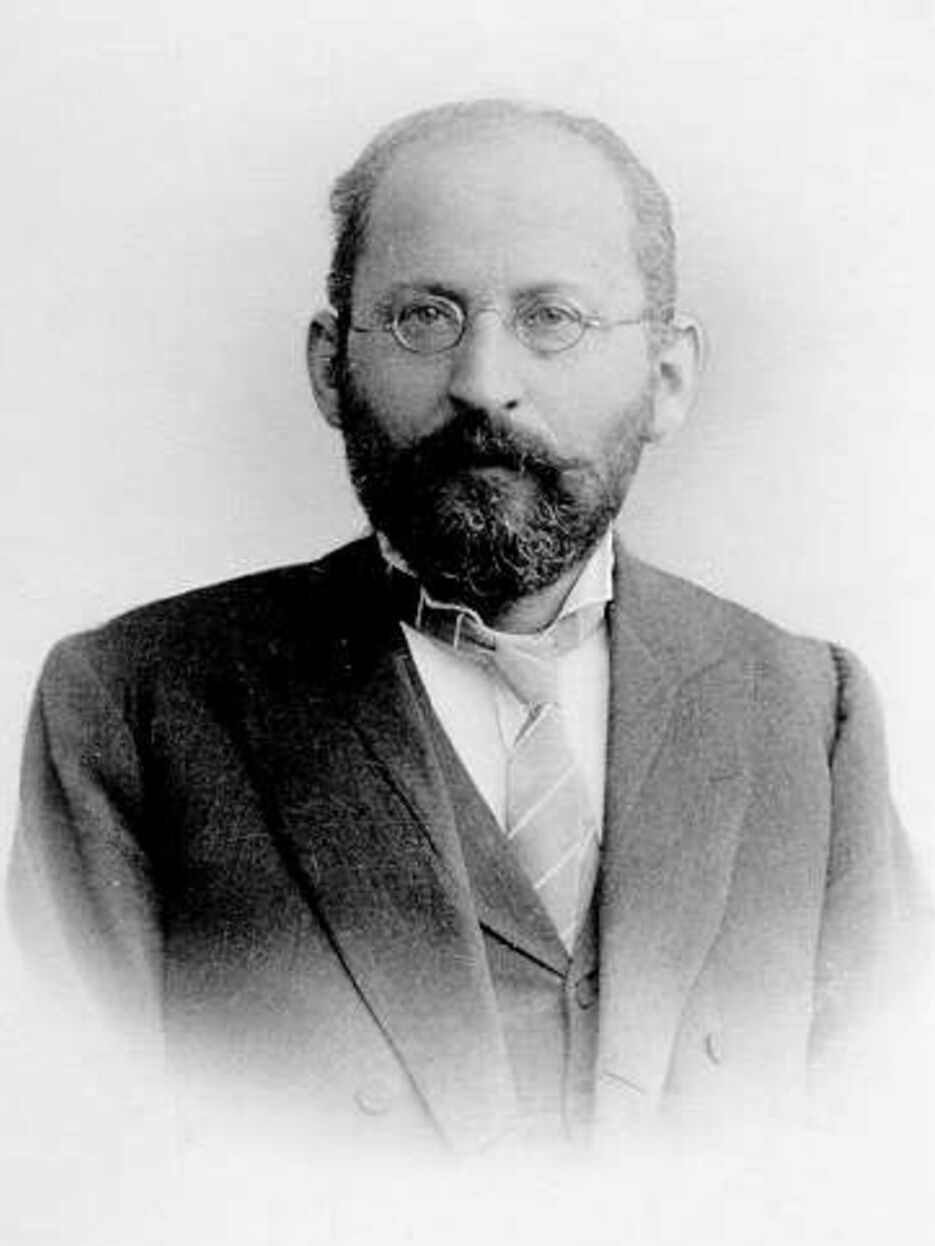
Eduard Bernstein

- Eduard Bernstein, politico, filosofo e scrittore tedesco
- Eduard Buchner, chimico e zimologo tedesco
- Eduard Francevič Napravnik, compositore e direttore d'orchestra ceco naturalizzato russo
- Eduard Gurk, pittore austriaco
- Eduard Mörike, scrittore tedesco
- Eduard Strasburger, botanico tedesco
- Eduard Gustav von Toll, geologo ed esploratore russo

### Variante Ėduard
- Ėduard Bagrickij, poeta russo
- Ėduard Chil', baritono russo
- Ėduard Gufel'd, scacchista sovietico

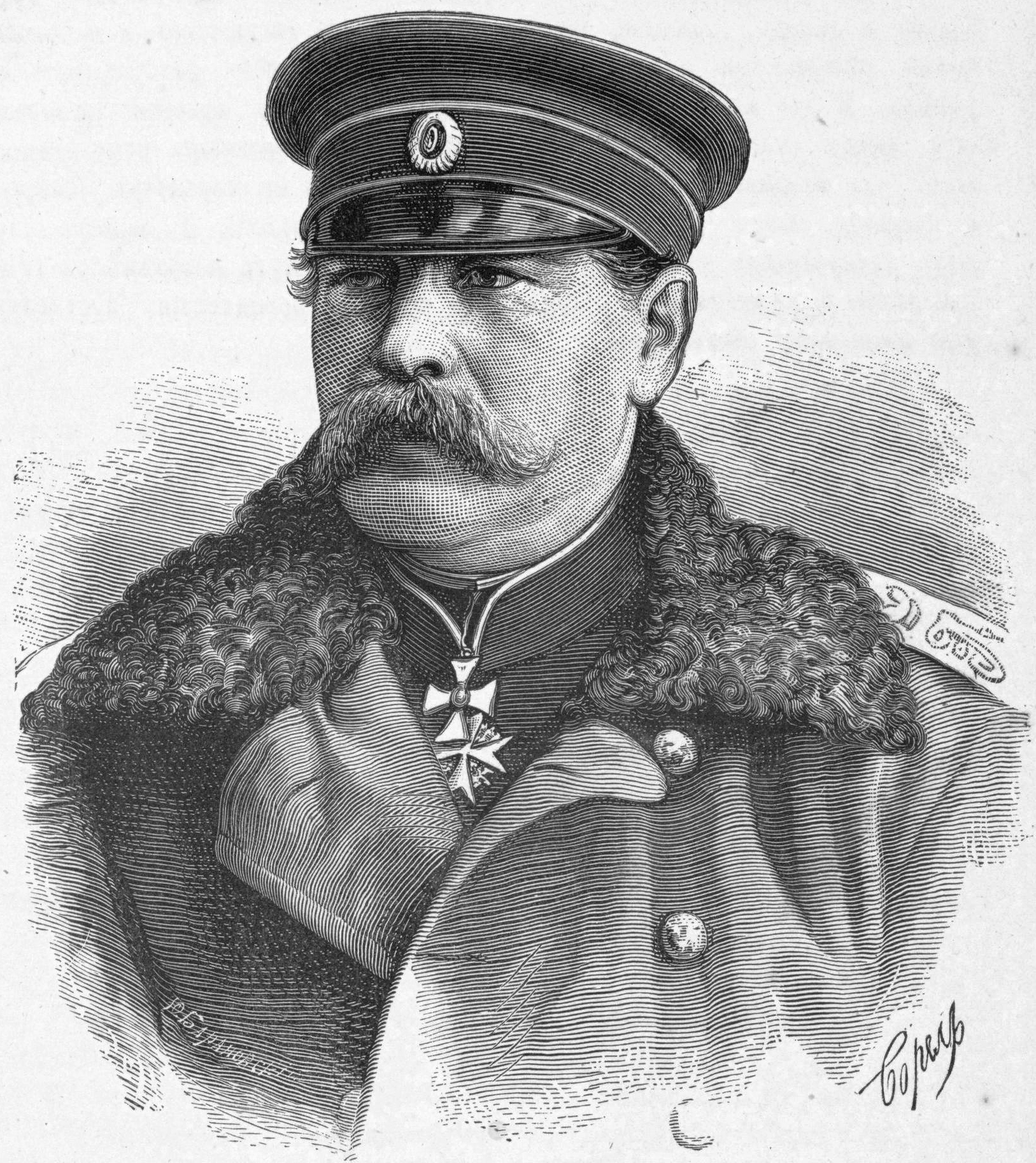
Ėduard Ivanovič Totleben

- Ėduard Limonov, scrittore e politico russo
- Ėduard Malafeeŭ, calciatore e allenatore di calcio bielorusso
- Ėduard Strel'cov, calciatore sovietico
- Ėduard Ivanovič Totleben, generale russo

### Variante Édouard

Édouard Manet

- Édouard Balladur, politico francese
- Édouard Boubat, fotografo e giornalista francese
- Édouard Daladier, politico francese
- Édouard Glissant, scrittore, poeta e saggista francese
- Édouard Manet, pittore francese
- Édouard Mortier, generale francese
- Édouard Schuré, scrittore, critico letterario, poeta, storico e filosofo francese
- Édouard Vuillard, pittore francese

### Variante Edward

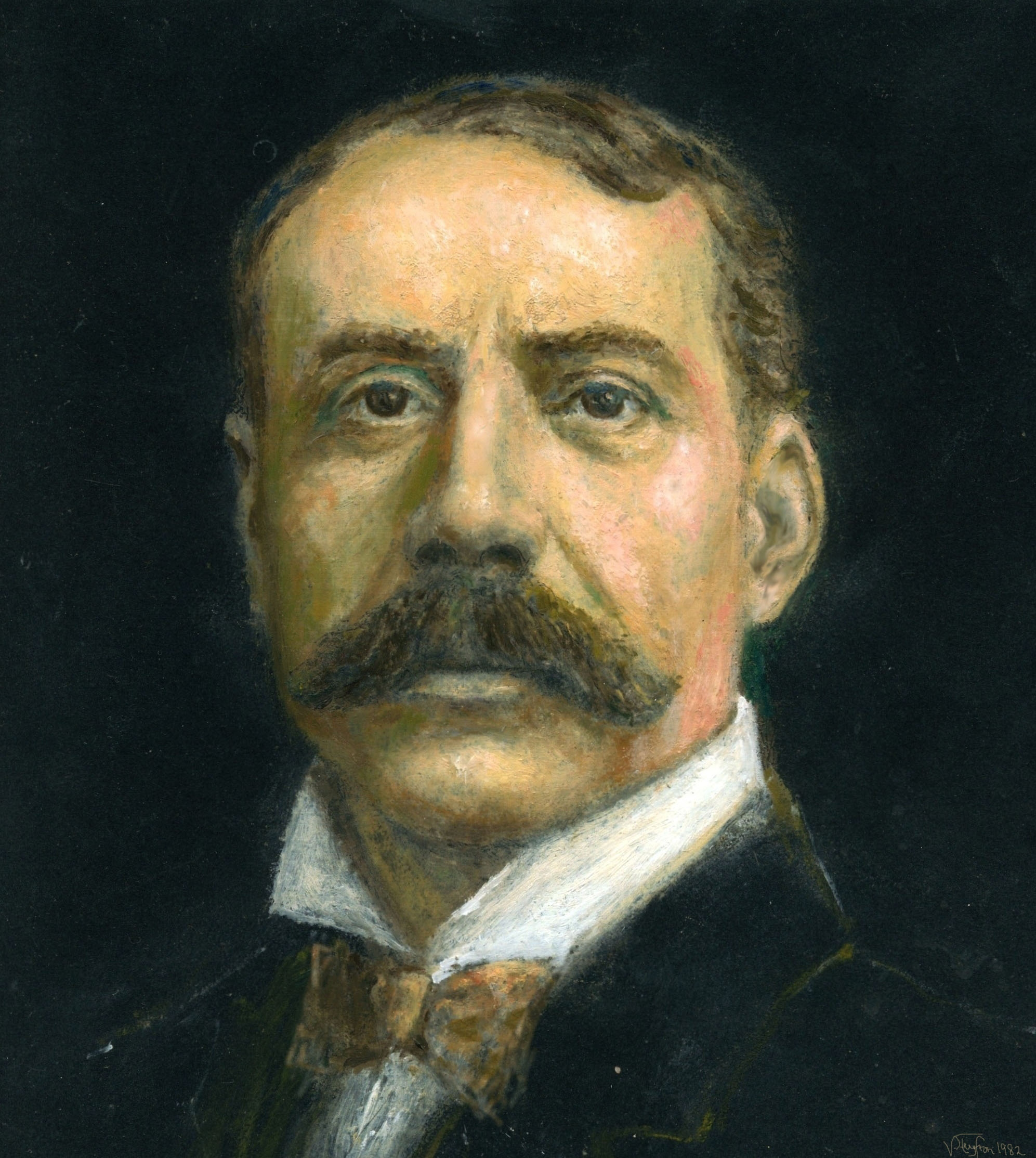
Edward Elgar

- Edward Abbey, scrittore statunitense
- Edward Bok Lewis, genetista statunitense
- Edward Adelbert Doisy, biochimico statunitense
- Edward Dmytryk, regista statunitense
- Edward Elgar, compositore britannico
- Edward Furlong, attore statunitense
- Edward Gibson, astronauta e ingegnere statunitense
- Edward Hopper, pittore statunitense
- Edward Norton, attore, produttore cinematografico e regista statunitense
- Edward Snowden, informatico statunitense
- Edward Teach, vero nome di Barbanera, pirata britannico

### Variante Edvard

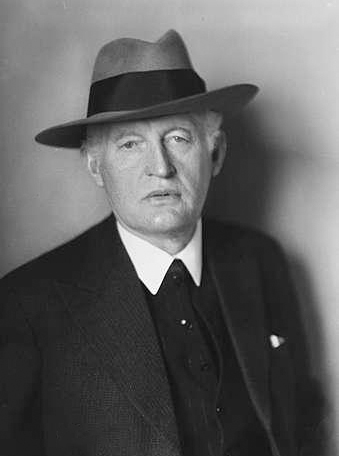
Edvard Munch

- Edvard Beneš, politico cecoslovacco
- Edvard Brandes, scrittore danese
- Edvard Eriksen, scultore danese naturalizzato islandese
- Edvard Grieg, compositore e pianista norvegese
- Edvard Kardelj, politico e pubblicista sloveno
- Edvard Kocbek, poeta sloveno
- Edvard Munch, pittore norvegese
- Edvard Ravnikar, architetto sloveno
- Edvard Storm, poeta e pedagogista norvegese naturalizzato danese
- Edvard Westermarck, antropologo e filosofo finlandese

### Variante Odoardo

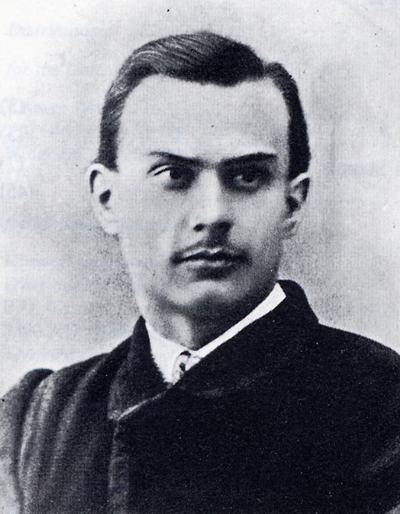
Odoardo Beccari

- Odoardo Baldi, fantino e driver italiano
- Odoardo Beccari, naturalista e botanico italiano
- Odoardo Borrani, pittore italiano
- Odoardo Corsini, religioso, matematico e filosofo italiano
- Odoardo Fantacchiotti, scultore italiano
- Odoardo Farnese, cardinale italiano
- Odoardo I Farnese, duca di Parma e Piacenza e duca di Castro
- Odoardo II Farnese, figlio di Ranuccio II Farnese, duca di Parma e Piacenza
- Odoardo Fialetti, pittore e incisore italiano
- Odoardo Focherini, dirigente d'azienda e intellettuale italiano
- Odoardo Giansanti, poeta italiano
- Odoardo Jalla, editore italiano
- Odoardo Spadaro, cantautore e attore italiano
- Odoardo Tabacchi, scultore italiano
- Odoardo Vecchiarelli, cardinale e vescovo cattolico italiano
- Odoardo Vicinelli, pittore italiano
- Odoardo Voccoli, politico e antifascista italiano

## Il nome nelle arti
- Edward era il nome iniziale di Winnie the Pooh.
- Edward è il protagonista del film del 1990 Edward mani di forbice, diretto da Tim Burton.
- Edward Cullen è un personaggio della serie di romanzi e film Twilight, creata da Stephenie Meyer.
- Edoardo Della Rocca è un personaggio della soap opera CentoVetrine.
- Edoardo Monforte è un personaggio della soap opera Le tre rose di Eva.
- Edward Elric è un personaggio della serie manga e anime Fullmetal Alchemist.
- Edward Newgate è un personaggio della serie manga e anime One Piece.
- Odoardo è un personaggio dei fumetti di Lupo Alberto
- Edward Kenway è un personaggio del videogioco Assassin's Creed IV: Black Flag.